# Delahaye Type 47

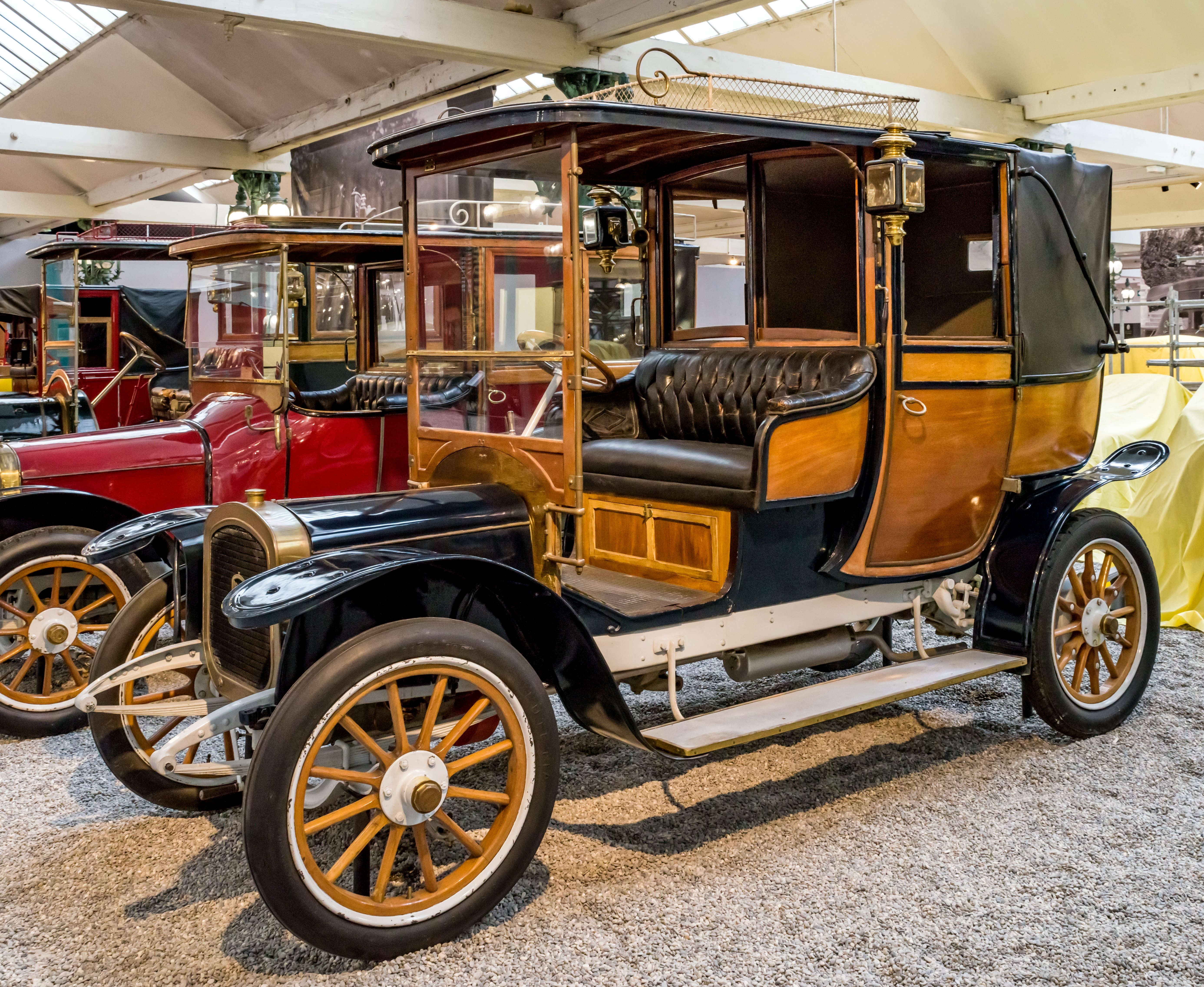
Seitenansicht

Der Delahaye Type 47 ist ein Pkw-Modell. Hergestellt wurde es in den 1910er Jahren von Automobiles Delahaye in Frankreich.

## Beschreibung
Die Bauzeit der Fahrzeuge lag zwischen 1912 und 1914.
Der Vierzylinder-Ottomotor des Type 47 ist ein Monoblockmotor mit hängenden Ventilen. Er war in Frankreich mit 10–12 CV eingestuft. Er hat 65 mm Bohrung, 120 mm Hub, 1593 cm³ Hubraum und leistet 15 PS. Seine Höchstdrehzahl von 2100 Umdrehungen pro Minute war für damalige Verhältnisse hoch. Mit einer Kurbel wie zu seiner Zeit üblich wird der Motor gestartet. Er ist vorn im Fahrgestell eingebaut und treibt über ein Dreiganggetriebe die Hinterachse an.
Das Fahrgestell war mit 2590 mm und 2880 mm Radstand erhältlich. Der Wagen hat Starrachsen an längs liegenden Blattfedern und Speichenräder aus Holz, hinten mit Bremsen. Die Ausführung Colonial hatte eine geringfügig größere Bodenfreiheit als die übrigen Ausführungen. 60 km/h Höchstgeschwindigkeit waren möglich. Bekannt sind die Aufbauten Tourenwagen und Landaulet.
Ein erhaltenes Fahrzeug steht in der Cité de l’Automobile. Ein anderes wurde 2014 auf einer Auktion angeboten, erreichte allerdings den Schätzpreis von 23.000 bis 28.000 Euro nicht.